# Buslijn 60 (Delft)
Buslijn 60 is een buslijn van EBS in de regio Haaglanden, in de Nederlandse provincie Zuid-Holland. Deze lijn hoort bij de stadsdienst van Delft.

## Route
De lijn verbindt station Delft via De Bieslandhof, de Haagse wijk Ypenburg door de buurt De Bras met het centrum van Nootdorp via station Den Haag Ypenburg naar metrostation Nootdorp.

## Geschiedenis
In 1948 werd door de Westlandsche Stoomtramweg Maatschappij een stadsdienst in Delft ingesteld. Er kon in de toen nog niet zo uitgebreide stad worden volstaan met 2 lijnen, de A en de B- route gereden vanuit de garage in Loosduinen.In 1965 werd de naam veranderd in Westlandse Streekvervoer Maatschappij die in 1969 opging West Nederland
Lijn 60 reed ook al bij Westnederland. De route liep toen van Tanthof via In de Hoven, het Centrum en de Wippolder naar de Delftse Hout. Na de fusie met ZWN reed lijn 60 van Voorhof via In de Hoven en het Ziekenhuis naar het station en vanaf daar naar Sportpark Brasserskade. Op 3 september 2001 is deze lijn verlengd naar Nootdorp. Daarbij werd er in Delft en Nootdorp een grotere route door de woonwijken gereden.

### 1979
Delft staat voor het eerst op de HTM-lijnennetkaart, en daarmee ook lijn 60. De route gaat van Station Zuid naar de Delftse Hout. 

### 1980/81
Er was een korte verlenging van Station Zuid naar Tanthof.

### 1981/82
Wederom een korte verlenging, verder Tanthof in. 

### 1983/84
Een korte inkorting in Tanthof.

### 1988
Verlenging naar het nieuwe eindpunt Abtswoudsepark in Tanthof, alwaar ook lijn 130 en 131 komen.

### 1992
Lijn 60 reed niet meer rechtstreeks naar Voorhof, maar volgde lijn 62, wat een grote omweg inhield. Tevens vervalt het deel tussen Station Delft en de Delftse Hout, wat vervangen werd door station - Sportpark Brasserskade. 

### 1994
Tramlijn 1 werd verlengd naar Abtswoudsepark, en buslijn 60 ingekort tot de Voorhofdreef.

### 1995
Huize Stefana, nabij de Voorhofdreef, was het nieuwe eindpunt. 

### 2000-2009
- 2 juli 2000: De route werd verlengd van een tijdelijk eindpunt in de VINEX-wijk Ypenburg naar het definitieve eindpunt in Nootdorp.
- 14 december 2003: Het eindpunt in Nootdorp werd tijdelijk verlegd naar de Meidoornlaan in verband met de grootschalige werkzaamheden aan het nieuwe winkelgebied "De Parade" in Nootdorp. Nadat de bouwwerkzaamheden afgerond waren en het tijdelijke winkelcentrum gesloopt was, kwam in het midden van de keerlus van tram 15 een nieuw busstation als eindpunt.
- 10 december 2006: Door de wijzigingen in dienstregeling 2007 werd lijn 60 ook niet ongemoeid gelaten. Het traject Station Delft - Voorhof verviel waardoor de lijn ging rijden van Station Delft via Ypenburg, Nootdorp en het Forepark naar de Rotonde Houtkade in de wijk Leidschenveen in Den Haag. Op de Houtkade in Leidschenveen werd lijn 60 gekoppeld aan lijn 40 naar Leidschendam. Over het gehele traject reed de bus van maandag t/m zaterdag overdag elk half uur. 's Avonds en op zondag werd alleen tussen Delft en Nootdorp gereden, maar op zondag overdag kon wel overgestapt worden op een taxibusje naar het Forepark en Leidschenveen. Connexxion reed deze lijn met de Berkhof Ambassador, MAN Caetano, MAN Scout, Den Oudsten Alliance, Mercedes-Benz Integro en Mercedes-Benz Citaro. Als taxibusje werd de Mercedes-Benz Sprinter van Connexxion Taxi Services ingezet.

### 2009-2019
- 30 augustus 2009: Veolia nam het busvervoer in de concessie Haaglanden Streek over van Connexxion.
- 13 december 2009: De koppeling van de lijnen 40 en 60 verviel. Met ingang van deze dienstregeling werd de lijn ingekort tot Leidschenveen Centrum en verviel daarmee het gedeelte naar de Houtkade in Leidschenveen. Het gedeelte Nootdorp - Leidschenveen werd ook van maandag tot zaterdag 's avonds met een taxibusje gereden. Veolia reed deze lijn met de MAN Lion's City CNG als grote bus en de Mercedes-Benz Sprinter en Volkswagen Crafter als taxibusjes.
- 12 december 2010: In de dienstregeling 2011 werd lijn 60 opnieuw gewijzigd. De lijn werd ingekort tot Nootdorp en reed vanaf deze halte door als lijn 62 richting Delft. Lijn 61 werd verlengd naar Leidschenveen die niet meer rijdt in de avonden en op zondag. Zo ontstond er vanuit Delft een lusroute naar Nootdorp.
- 11 december 2011: In de dienstregeling 2012 werd lijn 61 opgeheven en ging lijn 60 weer rijden naar het Forepark en Leidschenveen Centrum. Nieuw hierbij is dat er in de avonduren en op zondag niet verder gereden wordt dan Nootdorp Centrum. De taxibusjes die op die momenten verder reden naar Leidschenveen waren vanaf die datum vervallen. Ter compensatie van het vervallen van lijn 62 werd de frequentie in de avond en op zondag verhoogd naar 2x/uur.
- 9 december 2012: In de dienstregeling 2013 wijzigde lijn 60 voorlopig voor het laatst. In Delft werden de eindpunten van de lijnen 60 en 130 omgewisseld. Zo reed lijn 60 vanaf het station verder naar Tanthof en lijn 130 niet verder dan het Station. In Nootdorp werden alle ritten ingekort tot Nootdorp en rijdt de lijn niet meer door naar Leidschenveen. Tevens behoord de lijn vanaf deze dienstregeling bij de Stadsdienst Delft.
- 11 december 2016: De buslijnen in de concessie Haaglanden gingen vanaf deze datum weer rijden onder de naam Connexxion.
- 14 februari 2019: Door werkzaamheden aan de Sint Sebastiansbrug is lijn 60 tot medio 2020 omgeleid via de Phoenixstraat. Daardoor zijn de haltes Zuidpoort t/m Arubastraat vervallen voor lijn 60. De haltes Arubastraat t/m Hugo van Rijkenlaan worden aangedaan door de omgeleide lijn 61. Tijdens de werkzaamheden stopt lijn 60 ook op de haltes Prinsenhof en Nieuwe Plantage. 's Avonds en op zondag is lijn 60 te station Delft geknipt dit om vertragingen te voorkomen.

### 2019-heden
- 25 augustus 2019: Op 25 augustus 2019 ging de concessie Haaglanden Streek van start, die na een aanbestedingsprocedure werd gewonnen door EBS. De route van lijn 60 werd hierbij ingekort tot een traject tussen station Delft en Nootdorp. Als tijdelijke vervanging werd de route in Delft wel doorgetrokken naar de halte Zuidpoort. Het traject naar Tanthof werd alleen nog maar gereden door lijn 64.
- 14 juni 2020: De werkzaamheden bij de Sint Sebastiaansbrug zijn afgerond waardoor deze lijn weer volgens de normale route rijdt via de Zuidpoort en de Bomenwijk. Vanaf deze datum kreeg lijn 60 zijn eindbestemming bij station Delft.
- 3 januari 2021 Op 3 januari 2021 werd lijn 60 verlengd van Nootdorp, Centrum/Parade naar metrostation Nootdorp via station Den Haag Ypenburg.

## Dienstregeling
Lijn 60 wordt uitgevoerd door EBS met een toegankelijke lagevloerbus, type VDL Citea LLE-99 Electric.
Lijn 60 rijdt met de volgende frequentie:
| Spits  | Spits (vakantie) | Dal    | Dal (vakantie) | Avond  | Zaterdag | Zondag |
| ------ | ---------------- | ------ | -------------- | ------ | -------- | ------ |
| 4x/uur | 2x/uur           | 4x/uur | 2x/uur         | 2x/uur | 2x/uur   | 2x/uur |